# Arctia fumosa
Arctia fumosa là một loài bướm đêm thuộc phân họ Arctiinae, họ Erebidae.